# Procés Czochralski
El procés o mètode de Czochralski consisteix en un procediment per a l'obtenció de lingots monocristal·lins. Va ser desenvolupat pel científic polonès Jan Czochralski.
Aquest mètode és utilitzat per a l'obtenció de silici monocristal·lí mitjançant un cristall llavor dipositat per un bany de silici. És d'ampli ús en la indústria electrònica per a l'obtenció de wafers o hòsties, destinades a la fabricació de transistorés i circuits integrats.
Per tenir una idea de la funcionalitat que té aquest procés en la indústria microelectrònica.
Cada xip creat d'aquestes hòsties mesuren 8mm de costat, això fa que en cada hòstia tinguem de 120 a 130 circuits. Cada hòstia és tractada de manera que tots els circuits es fan alhora, passant pel mateix procés en el mateix instant.
El mètode consisteix a tenir un gresol (generalment de quars) que conté el semiconductor fos, per exemple germani. La temperatura es controla perquè estigui justament per sobre del punt de fusió i no comenci a solidificar-se. En el gresol s'introdueix una vareta que gira lentament i té en el seu extrem un petit monocristall del mateix semiconductor que actua com a llavor. Al contacte amb la superfície del semiconductor fos, aquest s'agrega a la llavor, solidificant-se amb la seva xarxa cristal·lina orientada de la mateixa forma que aquella, amb el que el monocristall creix. La vareta es va elevant i, penjant d'ella, es va formant un monocristall cilíndric. Finalment se separa el lingot de la vareta i passa a la fusió per zones per purificar-ho.
En controlar amb precisió els gradients de temperatura, velocitat de tracció i de rotació, és possible extreure un sol cristall en forma de lingots cilíndrics. Amb el control d'aquestes propietats es pot regular el grossor dels lingots.
Per entendre millor aquest procés vegeu el següent video
L'ocurrència de situacions d'inestabilitat no desitjada en la massa fosa es pot evitar mitjançant la investigació i la visualització dels camps de temperatura i la velocitat durant el procés de creixement de cristalls. Quan la temperatura ascendeix, el propi lingot es va fonent, però si descendeix, es formen agregats que no són monocristal·lins.
Aquest procés es realitza normalment en una atmosfera inerta, com argó, i en una càmera inerta, com a quars.

## Avantatges
El creixement d'una superfície lliure (tan oposada a la solidificació en una configuració confinada) acomoda l'expansió volumètrica sense major problema, això elimina complicacions que podrien sorgir quan el fundent mulli el contenidor.
Per aquest mètode es poden obtenir monocristalls grans a altes velocitats. Actualment el diàmetre dels cristalls pot variar-se canviant els paràmetres tèrmics. També pot aconseguir-se alta perfecció cristal·lina.

## Limitacions
A pesar que el creixement Czochralski pot dur-se a terme sota pressions moderades, aquest no es presta per al creixement de materials la pressió dels quals de vapor o quan un dels seus constituent sigui alt en el punt de fosa.
Les dificultats primàries estan associades amb problemes del maneig de la rotació i l'halat del cristall i amb els requeriments de la configuració tèrmica per mantenir l'equilibri termodinàmic entre el vapor i el fundent.
Requerir un gresol en creixement Czochralski presenta perill de contaminar el fundente. A més que aquest mètode no es presta per a creixement continu.

## Galeria

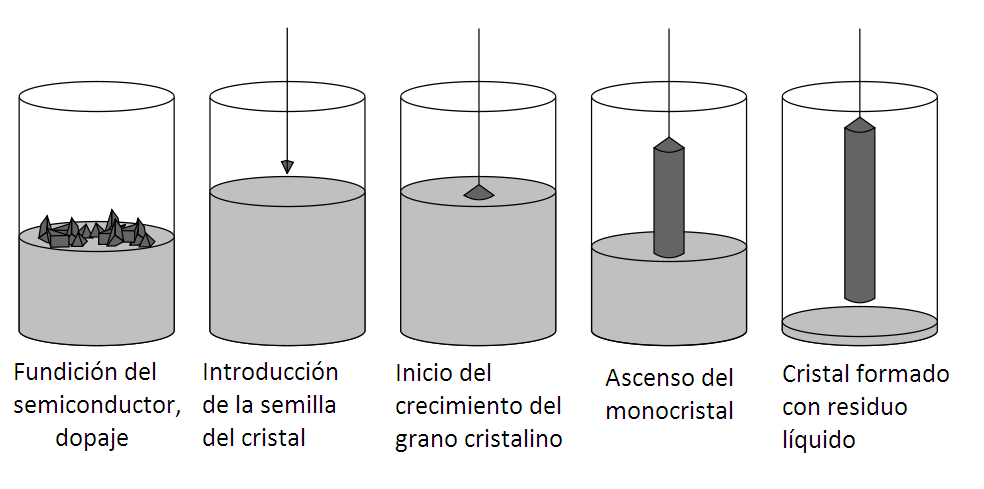
Breu explicació del procés
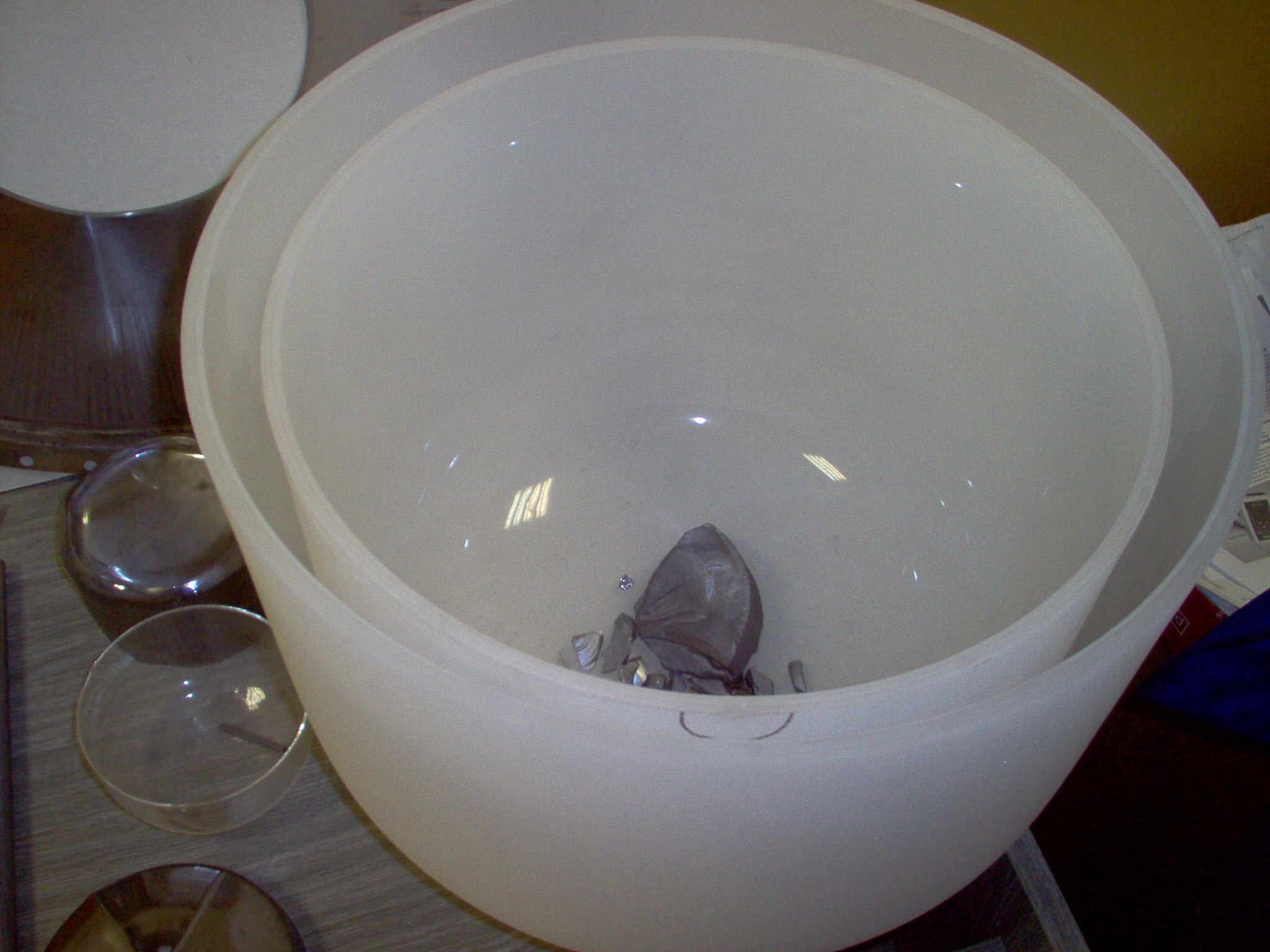
Gresols usats en el procés Czochralski
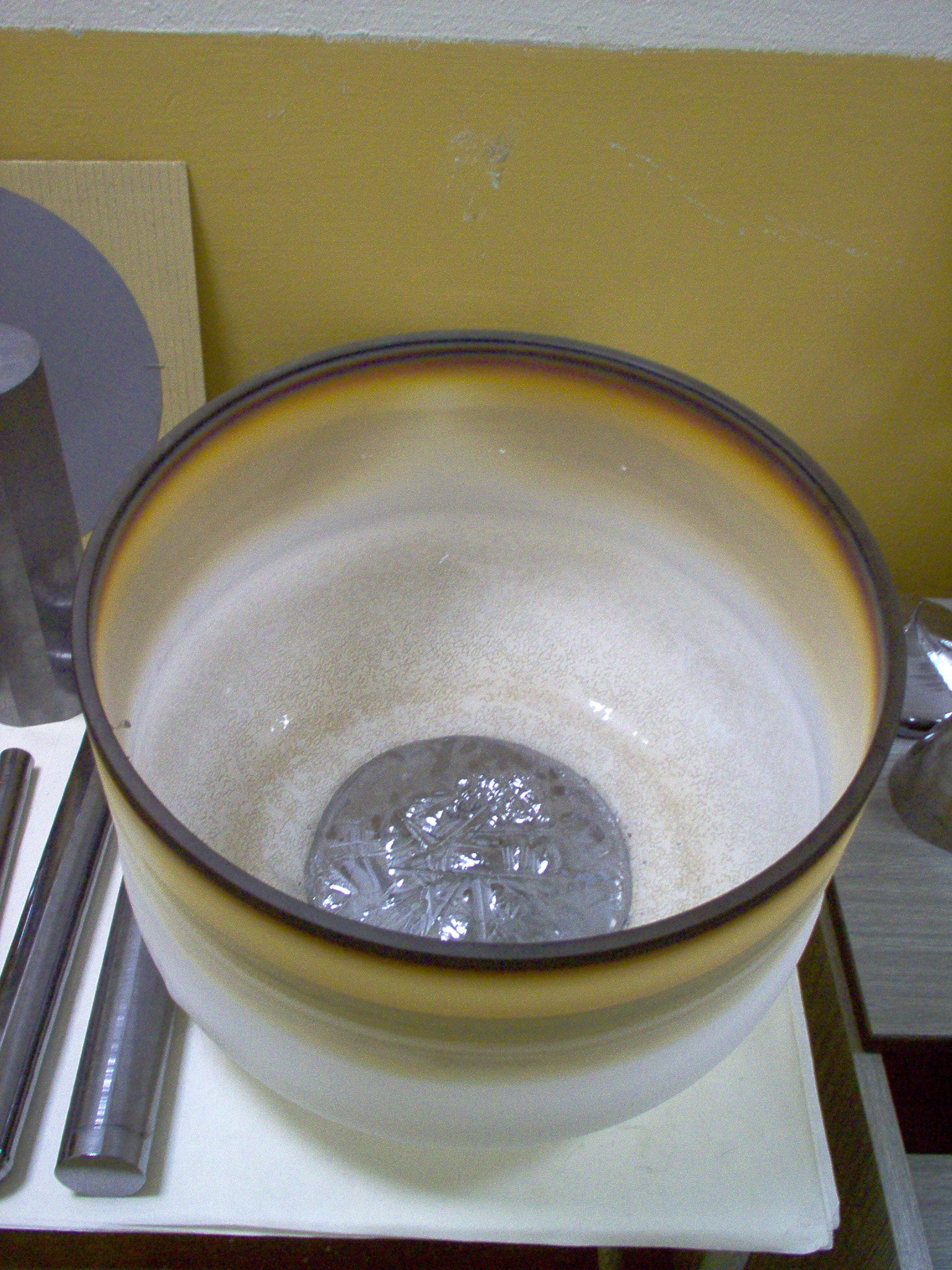
Gresols després de ser usats
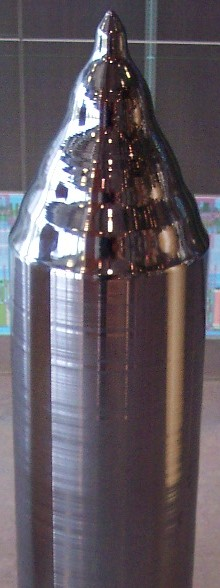
Lingot de silici monocristal·lí